# Jegor Wadimowitsch Proschkin
Jegor Wadimowitsch Proschkin (russisch Егор Вадимович Прошкин; * 15. Januar 1999 in Moskau) ist ein russischer Fußballspieler.

## Karriere
Proschkin begann seine Karriere bei Master-Saturn Jegorjewsk. Im Januar 2018 wechselte er zum FK Chimki, bei dem er zur Saison 2018/19 in den Kader der  drittklassigen Reserve rückte. Im November 2018 stand er auch erstmals im Profikader, zum Einsatz kam er für die Profis aber nie. In der Saison 2018/19 kam er zu 23 Einsätzen für Chimki-2 in der Perwenstwo PFL. In der Saison 2019/20 absolvierte er bis zum COVID-bedingten Saisonabbruch für die Reserve 15 Drittligaspiele. Mit Chimkis Profis stieg er in die Premjer-Liga auf.
Nach dem Aufstieg wechselte Proschkin zur Saison 2020/21 zum Zweitligisten Torpedo Moskau. Im August 2020 debütierte er für Torpedo in der Perwenstwo FNL. In seiner ersten Spielzeit machte er 18 Zweitligaspiele für den Klub. In der Saison 2021/22 kam er 14 Mal zum Einsatz, auch mit den Moskauern stieg er zu Saisonende in die Premjer-Liga auf. Im August 2022 gab er dann gegen Zenit St. Petersburg sein Debüt im Oberhaus. Bis Saisonende kam er zu zwölf Einsätzen in der Premjer-Liga, aus der Torpedo aber direkt wieder abstieg.
Zur Saison 2023/24 wechselte Proschkin dann innerhalb der zweiten Liga zu Wolgar Astrachan.